# Courtney Wildin
Courtney James Wildin, abrégé Courtney Wildin, né le 30 mars 1996 à Crewe, est un footballeur international antiguayen, possédant également la nationalité Britannique. Il évolue au poste de défenseur gauche au club de Boston United.

## Carrière

### En club
Courtney Wildin rejoint le club de Gainsborough Trinity en prêt au mois de janvier 2016, pour un mois. Il est prêté le mois suivant au Lincoln City pour un mois également, avant que son prêt soit prolongé jusqu'à la fin de la saison. Le Sheffield Wednesday décide toutefois de ne pas le conserver.
Il s'engage avec le Boston United durant l'été 2016.

### En sélection
Il honore sa première sélection internationale avec Antigua-et-Barbuda le 4 juin 2016 contre Porto Rico.

## Statistiques
| Saison                | Club                        | Championnat           | Championnat | Championnat | Coupe(s) nationale(s) | Coupe(s) nationale(s) | Antigua-et-Barbuda | Antigua-et-Barbuda | Total | Total |
| Saison                | Club                        | Division              | M.          | B.          | M.                    | B.                    | M.                 | B.                 | M.    | B.    |
| 2015-2016             | Gainsborough Trinity (prêt) | Conference North      | 5           | 0           | 0                     | 0                     | -                  | -                  | 5     | 0     |
| 2015-2016             | Lincoln City (prêt)         | National League       | 4           | 0           | 0                     | 0                     | 2                  | 0                  | 6     | 0     |
| Sous-total            | Sous-total                  | Sous-total            | 9           | 0           | 0                     | 0                     | 2                  | 0                  | 11    | 0     |
| 2016-2017             | Boston United               | Conference North      | 6           | 0           | 0                     | 0                     | -                  | -                  | 6     | 0     |
| Sous-total            | Sous-total                  | Sous-total            | 6           | 0           | 0                     | 0                     | -                  | -                  | 6     | 0     |
| Total sur la carrière | Total sur la carrière       | Total sur la carrière | 15          | 0           | 0                     | 0                     | 2                  | 0                  | 17    | 0     |